# Stade municipal de Taipei
Ne doit pas être confondu avec Stade municipal de baseball de Taipei.
Pour les articles homonymes, voir Stade municipal.
Le stade municipal de Taipei (en chinois traditionnel : 台北田徑場 ; pinyin : Táiběi tiánjìngchǎng ; et en anglais : Taipei Municipal Stadium) est un stade omnisports situé dans le district de Songshan de Taipei, à Taïwan. Il est également connu en anglais sous le nom Taipei « Track and Field » Municipal Stadium.

## Historique
Le stade est érigé sur le terrain anciennement occupé par le précédent stade municipal, datant de 1956. L'ancienne enceinte est détruite en 2007, alors que la construction dure jusqu'en 2009.
Le nouveau stade municipal est inauguré avant l'ouverture des Deaflympics d'été de 2009, dont il est le principal lieu d'accueil des épreuves.
En juin 2015, les organisateurs de l'Universiade d'été de 2017 qui se dérouleront à Taipei annoncent que le stade municipal accueillera les cérémonies d'ouverture et de fermeture de la compétition. En effet, le Taipei Dome, nouveau complexe sportif d'une capacité attendue de 40 000 places, était en effet destiné à héberger l’événement attribué à la capitale taïwanaise en 2011 ; des brèches de sécurité décelées au mois d'avril suspendent temporairement les travaux. Le stade municipal bénéficie à cette occasion d'une rénovation de sa piste d'athlétisme, certifiée par l'IAAF.